# شيلا كاري
شيلا كاري (بالإنجليزية: Sheila Carey) هي عدائة المسافات المتوسطة بريطانية، ولدت في 12 أغسطس 1946 في كوفنتري في المملكة المتحدة.

## وصلات خارجية
- شيلا كاري على موقع الاتحاد الدولي لألعاب القوى (الإنجليزية)
- شيلا كاري على موقع ThePowerOf10.info (الإنجليزية)
- شيلا كاري على موقع أوليمبيديا (الإنجليزية)